# Rzeźba „Ptaki” w Zielonej Górze
Rzeźba „Ptaki” w Zielonej Górze – rzeźba plenerowa znajdująca się na skwerze na Osiedlu Wazów w Zielonej Górze, autorstwa zielonogórskiej artystki Haliny Kozłowskiej-Bodek, postawiona w 1979.

## Historia
Rzeźba jest pokłosiem dużego ożywienia kulturalnego w Zielonej Górze w latach 70. XX wieku. Projekt rzeźby został zaprezentowany w 1977 w Biurze Wystaw Artystycznych wraz z rzeźbą Winiarki w czasie Zielonogórskich Spotkań Rzeźbiarskich, a zrealizowany w 1979. Pierwotnie rzeźba była częścią fontanny wraz z betonowym basenem, który po latach zastąpiony został klombem. 

## Opis
Rzeźba przedstawia kilkumetrowe ptaki (żurawie bądź flamingi) brodzące w wodzie.